# Hemidactylus flaviviridis
Espèce
Synonymes
- Hemidactylus sericeus Fitzinger, 1826
- Hemidactylus coctaei Duméril & Bibron, 1836
- Boltalia sublevis Gray, 1842
- Hoplopodion cocteaui Fitzinger, 1843
- Hoplopodion rueppellii Fitzinger, 1843
- Hemidactylus bengaliensis Anderson, 1871
- Boltalia sublaevis Boulenger, 1885
- Hemidactylus bengalensis Boulenger, 1885
- Hemidactylus zolii Scortecci, 1929

Hemidactylus flaviviridis est une espèce de geckos de la famille des Gekkonidae.

## Répartition
Cette espèce se rencontre en Égypte, au Soudan, en Érythrée, en Éthiopie, en Somalie, au Yémen, en Oman, aux Émirats arabes unis, en Arabie saoudite, au Koweït, en Irak, en Iran, en Afghanistan, au Pakistan, en Inde et au Népal.

## Description
C'est un gecko insectivore.

## Publication originale
- Rüppell, 1835 : Neue Wirbelthiere zu der Fauna von Abyssinien gehörig, entdeckt und beschrieben. Amphibien. S. Schmerber, Frankfurt am Main.